# Haarsches Maß
Das Haarsche Maß wurde von Alfréd Haar in die Mathematik eingeführt, um Ergebnisse der Maßtheorie in der Gruppentheorie anwendbar zu machen.
Es ist eine Verallgemeinerung des Lebesgue-Maßes. Das Lebesgue-Maß ist ein Maß auf dem euklidischen Raum, das unter Translationen invariant ist. Der euklidische Raum ist eine lokalkompakte topologische Gruppe bezüglich der Addition. Das Haarsche Maß ist für jede lokalkompakte (im Folgenden immer als hausdorffsch vorauszusetzende) topologische Gruppe definierbar, insbesondere also für jede Lie-Gruppe. Lokalkompakte Gruppen mit ihren Haarschen Maßen werden in der harmonischen Analyse untersucht.

## Definition
Ein (linkes) Haarsches Maß einer lokalkompakten Gruppe {\displaystyle G} ist ein linksinvariantes reguläres Borelmaß, das auf nichtleeren offenen Teilmengen positiv ist.
Ein Maß {\displaystyle \mu } heißt dabei linksinvariant, wenn für jede Borelmenge {\displaystyle A} und jedes Gruppenelement {\displaystyle g}
{\displaystyle \mu (gA)=\mu (A)},
oder in Integralschreibweise
{\displaystyle \int _{G}f(gx)\,\mathrm {d} \mu =\int _{G}f(x)\,\mathrm {d} \mu }
für integrierbare Funktionen {\displaystyle f} und Gruppenelemente {\displaystyle g} gilt.
Ersetzt man „linksinvariant“ durch den analogen Begriff „rechtsinvariant“, erhält man den Begriff des rechten Haar-Maßes. Das linke und das rechte Haarmaß existieren in jeder lokalkompakten topologischen Gruppe und sind jeweils bis auf einen Faktor eindeutig bestimmt. Stimmen sie beide überein, so heißt die Gruppe unimodular. Abelsche (lokalkompakte) Gruppen sowie kompakte Gruppen sind unimodular.

## Beweis der Existenz
Nach einer Variante des Darstellungssatzes von Riesz-Markow reicht es aus, die Existenz eines stetigen, positiven, linksinvarianten, linearen Funktionals auf den nicht-negativen, reellwertigen, stetigen Funktionen mit kompaktem Träger auf einer lokalkompakten Gruppe {\displaystyle G} zu zeigen. Im reellen Fall wäre ein Beispiel für ein solches das Riemann-Integral, das sich zum Lebesgue-Integral fortsetzen lässt und damit das Lebesgue-Maß induziert. Der Beweis der Existenz ist nicht-konstruktiv über den Satz von Tychonoff möglich.
Hierzu definiert man zunächst für je zwei nicht-negative, stetige Funktionen mit kompaktem Träger {\displaystyle (f,\varphi )} mit {\displaystyle \varphi \neq 0} die Überdeckungszahl {\displaystyle (f:\varphi )} als
{\displaystyle (f:\varphi ):=\inf \left\{\sum _{i}c_{i}\mid c\in {\mathbb {R} ^{+}}^{n},\ n\in \mathbb {N} ,\ \exists g\in G^{n}\ \forall h\in G\ f(h)\leq \left(\sum _{i}c_{i}L_{g_{i}}\varphi \right)(h)\right\}},
wobei {\displaystyle L_{g}f} die Linksverschiebung bezeichne, das heißt {\displaystyle L_{g}f(h)=f(g^{-1}h)}. Für immer „feineres“ {\displaystyle \varphi } wird die Überdeckung dann immer „genauer“, wobei jedoch die Überdeckungszahl üblicherweise immer größer wird. Dies lässt sich durch eine Normierung in den Griff bekommen, man definiert
{\displaystyle I_{\varphi }(f):={\frac {(f:\varphi )}{(f_{0}:\varphi )}}}
für ein beliebiges {\displaystyle f_{0}} ungleich null. Dieses Funktional ist jedoch im Allgemeinen immer noch nicht linear – es ist zwar homogen, aber im Allgemeinen nur subadditiv und nicht additiv. Entscheidend für den weiteren Beweis ist dann folgende Ungleichung:
{\displaystyle 0<(f_{0}:f)^{-1}\leq I_{\varphi }(f)\leq (f:f_{0})}.
Man betrachte nun den Umgebungsfilter des neutralen Elements in {\displaystyle G} und bilde den Bildfilter unter der Abbildung, die jedem {\displaystyle V} die Menge aller {\displaystyle I_{\varphi }} zuordnet, für die der Träger von {\displaystyle \varphi } in {\displaystyle V} enthalten ist. Dadurch erhält man dank der Abschätzung einen Filter im Raum {\displaystyle \textstyle \prod _{f}[(f_{0}:f)^{-1},(f:f_{0})]} und dieser Raum ist nach dem Satz von Tychonoff kompakt. Der Filter besitzt somit einen Berührpunkt, man rechnet nach, dass ein solcher Berührpunkt alle gewünschten Eigenschaften hat, insbesondere linear ist, also ein linkes Haar-Integral ist.

## Eigenschaften
Das Haarsche Maß einer lokalkompakten topologischen Gruppe ist genau dann endlich, wenn die Gruppe kompakt ist. Diese Tatsache ermöglicht es, eine Mittelung über unendliche kompakte Gruppen durch Integration bezüglich dieses Maßes durchzuführen. Eine Folge ist beispielsweise, dass jede endlichdimensionale komplexe Darstellung einer kompakten Gruppe unitär bezüglich eines geeigneten Skalarproduktes ist. Eine einelementige Menge hat genau dann ein Haarmaß ungleich null, wenn die Gruppe diskret ist.

## Beispiele
- Das Lebesguemaß auf {\displaystyle \mathbb {R} ^{n}} und {\displaystyle \mathbb {C} ^{n}} ist das Haarsche Maß auf den additiven Gruppen {\displaystyle (\mathbb {R} ^{n},+)} bzw. {\displaystyle (\mathbb {C} ^{n},+)}.
- Sei {\displaystyle T} die Kreisgruppe, also die kompakte Gruppe der komplexen Zahlen vom Betrag 1 mit der üblichen Multiplikation komplexer Zahlen als Verknüpfung. Bezeichnet {\displaystyle \lambda } das Lebesguemaß auf dem Intervall {\displaystyle [0,1]} und {\displaystyle f} die Funktion {\displaystyle [0,1]\rightarrow T,x\mapsto e^{2\pi ix}}, so ist das Haarsche Maß {\displaystyle \mu } gegeben durch das Bildmaß {\displaystyle \lambda \circ f^{-1}}, das heißt {\displaystyle \mu (A)\,=\,\lambda (f^{-1}(A))} für jede Borelmenge {\displaystyle A\subset T}.
- Ist {\displaystyle GL(n,\mathbb {R} )} die allgemeine lineare Gruppe, so ist das Haarsche Maß durch {\displaystyle \mu (A)=\int _{A}{\frac {1}{|\det(u)|^{n}}}\,\mathrm {d} \lambda (u)} gegeben, wobei {\displaystyle \lambda } das Lebesguemaß auf {\displaystyle \mathbb {R} ^{n^{2}}} ist.
- Für eine diskrete Gruppe ist das Zählmaß Haarsches Maß.
- Das Haarsche Maß auf der multiplikativen Gruppe {\displaystyle \mathbb {R} ^{\times }=(\mathbb {R} \setminus \{0\},\cdot )} ist durch die Formel {\displaystyle \mu (A)=\int _{A}{\frac {1}{|x|}}\,\mathrm {d} \lambda (x)} gegeben, wobei {\displaystyle \lambda } das Lebesguemaß ist.

## Die modulare Funktion
Ist {\displaystyle \mu } ein (linksinvariantes) Haarsches Maß, dann ebenfalls die Zuordnung {\displaystyle A\mapsto \mu (Ag)}, wobei {\displaystyle g} ein festes Gruppenelement ist. Wegen der Eindeutigkeit des Haarschen Maßes existiert eine positive reelle Zahl {\displaystyle \Delta (g)}, so dass
{\displaystyle \mu (Ag)=\Delta (g)\mu (A)}.
{\displaystyle \Delta } ist ein stetiger Gruppenhomomorphismus von der Gruppe in die multiplikative Gruppe der positiven reellen Zahlen, der modulare Funktion genannt wird. {\displaystyle \Delta } misst, wie sehr ein (linkes) Haarmaß auch rechtsinvariant ist; und eine Gruppe ist genau dann unimodular, wenn ihre modulare Funktion konstant ist.